# Não-lugar

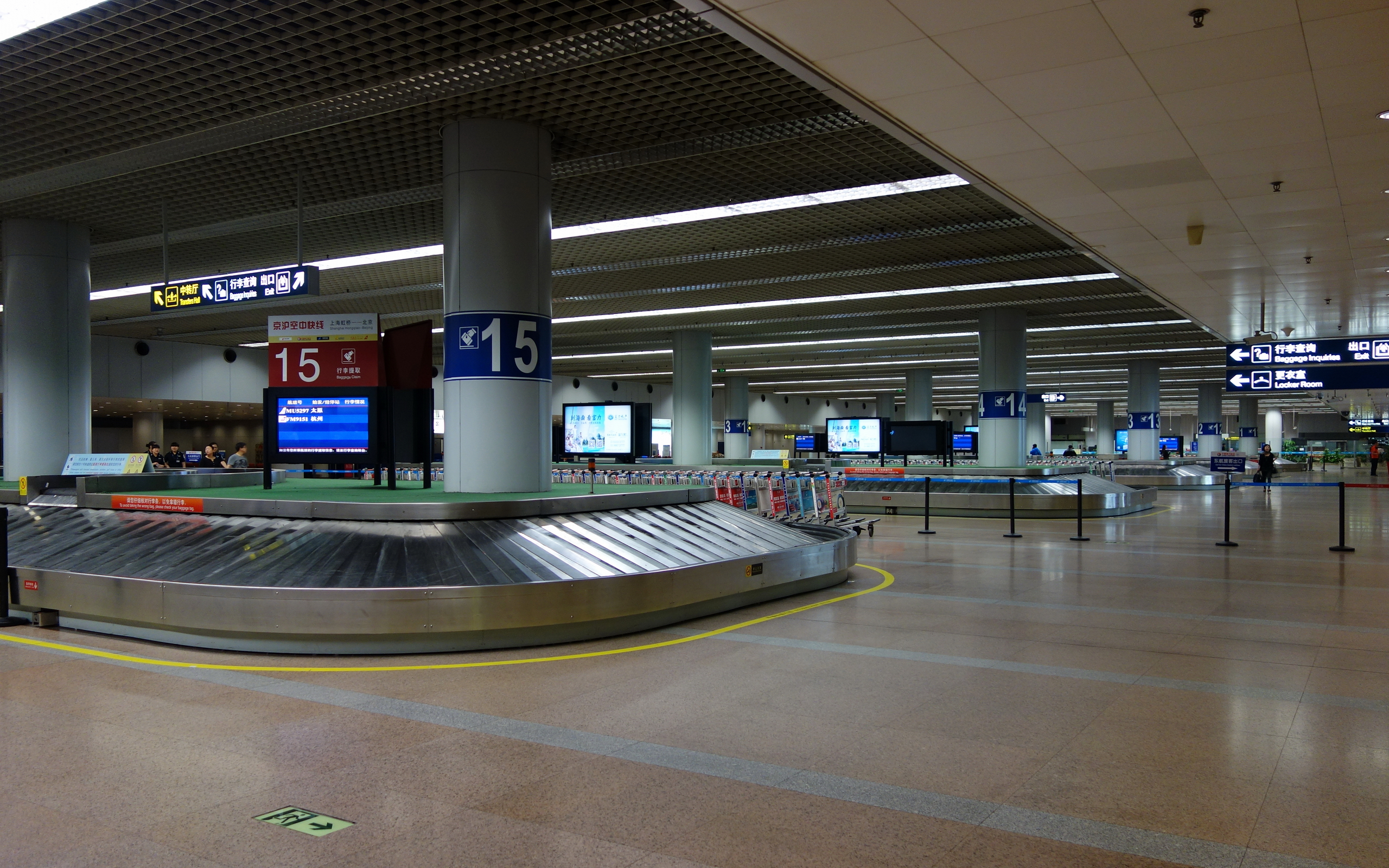
Recolha de bagagem no Aeroporto Internacional de Pequim-Capital.

Não-lugar é um neologismo cunhado pelo antropólogo francês Marc Augé para se referir a espaços antropológicos de transitoriedade onde os seres humanos permanecem anônimos e que não têm significado suficiente para serem considerados "lugares" em sua definição antropológica. Exemplos de não-lugares seriam autoestradas, quartos de hotel, aeroportos e centros comerciais. O termo foi introduzido por Augé em sua obra Non-places: Introduction to an Anthropology of Supermodernity, embora tenha uma forte semelhança com conceitos anteriores introduzidos por Edward Relph em Place and Placelessness e Melvin Webber em seus escritos sobre o "reino urbano não-lugar".
O conceito de não-lugar se opõe, segundo Augé, à noção de "lugar antropológico". O lugar oferece às pessoas um espaço que fortalece sua identidade, onde podem encontrar outras pessoas com quem compartilham referências sociais. Os não-lugares, ao contrário, não são espaços de encontro e não constroem referências comuns a um grupo. Por fim, um não-lugar é um lugar em que não vivemos, no qual o indivíduo permanece anônimo e solitário. Augé evita fazer julgamentos de valor sobre os não-lugares e os analisa da perspectiva de um etnólogo que tem um novo campo de estudos para explorar. No entanto, a percepção de um espaço como não-lugar é subjetiva: cada um de nós, a seu modo, pode ver um determinado lugar como um não-lugar ou como uma encruzilhada das relações humanas.

## De lugares para não-lugares
Um debate significativo sobre o termo e sua interpretação é descrito nos escritos de Augé sob o título "De Lugares para Não-Lugares". A distinção entre lugares e não-lugares deriva da oposição entre espaço e lugar. Como preliminar essencial, aqui estão as análises das noções de lugar e espaço sugeridas por Michel de Certeau. Para ele, o espaço é um espaço frequentado e uma intersecção de corpos em movimento: são os pedestres que transformam a rua (definida geometricamente pelos urbanistas) em um espaço.
Vinte anos depois de Marc Augé, em 2012, o pesquisador italiano Marco Lazzari, da Universidade de Bergamo, desenvolveu uma pesquisa com uma grande amostra de adolescentes que mostrou que o shopping é um lugar onde os adolescentes não se encontram por acaso, nem com o único objetivo de comprar algo, mas também com a finalidade de socializar, encontrar amigos e se divertir. Enquanto os shopping centers ainda são prejudicialmente vistos pejorativamente pelos adultos como não-lugares, eles parecem estar nativamente ligados à identidade da geração de nativos digitais .

## A noção de não-tempo de Mark Fisher
Para Mark Fisher, enquanto o ciberespaço-tempo tende à geração de momentos culturais intercambiáveis, a fantologia envolve a marcação de lugares específicos com o tempo: um tempo que está fora do lugar. Uma "sensação achatada de tempo" parece a Fisher um subproduto dos não-lugares de Augé, que, por não possuírem sabor local, são indeterminados tanto temporal quanto localmente. Ele descreve a música criada décadas atrás como desprovida de qualquer senso de disjunção com o presente, uma clara conexão com sua teoria do realismo capitalista.